# Espen Bredesen
Pour les articles homonymes, voir Bredesen.
Espen Odd Bredesen, né le 2 février 1968 à Oslo, est un sauteur à ski norvégien. Il remporte le titre olympique sur le petit tremplin en 1994 à Lillehammer, ainsi que le classement général de la Coupe du monde la même année.

## Biographie
Membre du club Oppsal IL, il est inscrit pour la première fois en Coupe du monde en 1989 et marque ses premiers points lors de la saison 1990-1991 à Sapporo. Il remporte ses premiers titres nationaux en 1991 et au total neuf durant sa carrière. Au niveau international, il connaît une expérience difficile aux Jeux olympiques de 1992, où il termine en fin de classement lors des deux compétitions individuelles après avoir juste adopté la nouvelle technique de « vol en V ». Les succès arrivent dès 1993, où il remporte les titres mondiaux individuel et par équipes à Falun et son premier concours de Coupe du monde à Lillehammer, puis enchaîne par deux succès sur le site de Holmenkollen à Oslo sa ville natale et à Planica pour se placer cinquième au classement général. La saison suivante, il monte sur de nouveaux podiums, remportant notamment la Tournée des quatre tremplins, avec des victoires à Garmisch-Partenkirchen et Bischofshofen puis deux médailles aux Jeux olympiques de Lillehammer dont l'or sur le petit tremplin et l'argent sur le grand tremplin. À ces résultats s'ajoutent un titre de vice-champion du monde de vol à ski et le gain du classement général de la Coupe du monde. Il détient à partir de mars 1994, le record du saut à ski avec une longueur de 209 mètres à Planica.
À l'automne 1994, il se blesse au niveau du cou et cela va affecter son niveau de performance puisqu'il remporte une seule victoire supplémentaire en Coupe du monde en 1995 à Falun. Il saute aux Jeux olympiques de Nagano en 1998, où il le porte-drapeau norvégien, se classant 36e. Après avoir pris sa retraite sportive en 2000, il sera engagé par la télévision norvégienne en tant que commentateur de saut à ski.

## Palmarès

### Jeux olympiques
| Épreuve / Édition | Albertville 1992 | Lillehammer 1994 | Nagano 1998 |
| Petit tremplin    | 58e              | Or               | 36e         |
| Grand tremplin    | 57e              | Argent           |             |
| Par équipes       |                  | 4e               |             |

### Championnats du monde
| Épreuve / Édition | Val di Fiemme 1991 | Falun 1993 | Thunder Bay 1995 | Trondheim 1997 |
| Petit tremplin    | 52e                | 19e        | 24e              | 15e            |
| Grand tremplin    | 16e                | Or         | 17e              | 34e            |
| Par équipes       | 4e                 | Or         |                  | 5e             |

### Championnats du monde de vol à ski
| Épreuve / Édition | Harrachov 1992 | Planica 1994 | Kulm 1996 | Oberstdorf 1998 |
| Individuel        | 11e            | Argent       | 7e        | 31e             |

### Coupe du monde
- 1 gros globe de cristal en 1994.
- Vainqueur de la Tournée des quatre tremplins en 1994.
- 21 podiums individuels : 8 victoires, 9 deuxièmes places et 4 troisièmes places.
- 5 podiums par équipes.

#### Victoires
| Année | Lieu |
| 1993  | Lillehammer (Norvège), Oslo (Norvège), Planica (Slovénie)                                                      |
| 1994  | Planica (Slovénie), Garmisch-Partenkirchen (Allemagne), Bischofshofen (Autriche), Liberec (République tchèque) |
| 1995  | Falun (Suède)                                                                                                  |

#### Classements généraux
| Compet'/Année | Compet'/Année | Classement général | Classement général |
| ------------- | ------------- | ------------------ | ------------------ |
| Compet'/Année | Compet'/Année | Class.             | Points             |
| 1991          | 1991          | 34e                | 17                 |
| 1992          | 1992          | 34e                | 20                 |
| 1993          | 1993          | 5e                 | 151                |
| 1994          | 1994          | 1er                | 1203               |
| 1995          | 1995          | 5e                 | 356                |
| 1996          | 1996          | 13e                | 592                |
| 1997          | 1997          | 16e                | 384                |
| 1998          | 1998          | 43e                | 65                 |
| 1999          | 1999          | 101e               | 1                  |
| 2000          | 2000          | 79e                | 1                  |

## Distinctions
Il reçoit la Médaille d'or de l'Aftenposten en 1993 et la Médaille Holmenkollen en 1994.